# Gare d'Utazu
La gare d'Utazu (宇多津駅, Utazu-eki) est une gare ferroviaire située à Utazu, dans la préfecture de Kagawa au Japon. Elle est exploitée par la JR Shikoku.

## Situation ferroviaire
La gare d'Utazu est située au point kilométrique (PK) 25,9 de la ligne Yosan. Elle marque la fin de la ligne Honshi-Bisan.

## Histoire
La gare d'Utazu a été inaugurée le 21 février 1897.

## Service des voyageurs

### Accueil
La gare dispose d'un bâtiment voyageurs, avec guichets, ouvert tous les jours.

### Desserte
- Ligne Yosan :
  - voies 1 et 2 : direction Tadotsu (interconnexion avec la ligne Dosan pour Kotohira et Kōchi), Kan-onji et Matsuyama
  - voies 3 et 4 : direction Takamatsu
- Ligne Honshi-Bisan (ligne Seto-Ōhashi) :
  - voie 3 : direction Okayama